# Урожай (фильм, 2011)
«Урожай» (нем. Stadt Land Fluss) — первый полнометражный фильм режиссёра и сценариста венгерского происхождения Беньямина Канту, короткая история любви двух парней, обучающихся фермерскому делу.
В 2011 году на Берлинском кинофестивале картина получила приз читателей журнала «Зигесзойле», присуждаемый в рамках кинопремии Тедди.

## Сюжет
Действие фильма происходит на сельскохозяйственной ферме в Германии недалеко от Берлина. Марко и Якоб обучаются здесь фермерскому делу. В свободное от работы время они ведут беседы и купаются в местном пруду. В заброшенном автомобиле парни обсуждают свои возможные будущие поездки. Якоб набирается смелости, чтобы поцеловать Марко, но Марко тут же уходит и на следующий день отказывается общаться с приятелем. Потом следует примирение. Герои отправляются на автомобиле в ночную поездку по Берлину.

## В ролях
| Актёр           | Роль  |
| --------------- | ----- |
| Лукас Штельтнер | Марко |
| Кай Мюллер      | Якоб  |

## Производство
Съёмки фильма проходили в Бранденбурге примерно в 60 километрах к югу от немецкой столицы, где режиссёр нашёл большую ферму, владельцы которой участвовали в программе обучения подростков работе в сельском хозяйстве. Профессиональные актёры играют главных героев Марко и Якоба, другие же учащиеся, а также персонал этой фермы играют самих себя.